# کریوله-ایلیوشکینو
کریوله-ایلیوشکینو (انگلیسی: Krivle-Ilyushkino) یک شهرک در شهرستان کویورگازینسکی جمهوری باشقیرستان در کشور روسیه است.